# 味方中学前站
味方中學前站（日语：／ Ajikata-chūgakumae eki */?）曾經是一個位於新潟縣西蒲原郡味方村大字味方（現新潟市南區味方），屬於新潟交通電車線的鐵路車站。

## 相鄰車站
新潟交通
電車線
吉江－味方中學前－味方